# Rondônia
La Rondônia è uno stato del Brasile, situato nella sezione nordoccidentale del paese. Confina a ovest (per un breve tratto) con l'Acre, a nord con l'Amazonas, a est con il Mato Grosso e a sud con la Bolivia. La capitale è Porto Velho. Lo stato ha lo 0,8% della popolazione brasiliana e produce lo 0,6% del PIL brasiliano.
Tra gli altri centri più importanti vi sono:
- Ji-Paraná
- Ariquemes
- Vilhena
- Cacoal

## Geografia fisica
La linea del terreno segue un andamento ondulato, e il 94% del territorio ha un'altitudine compresa tra i 100 ed i 600 metri. Il Madera, lo Yi-Paraná, il Guaporé e il Mamoré sono i fiumi principali. Il clima è tropicale.
Lo Stato è attraversato dal fiume Madeira, tributario del Rio delle Amazzoni. Vi si trova inoltre il Lago do Cuniã.

## Storia

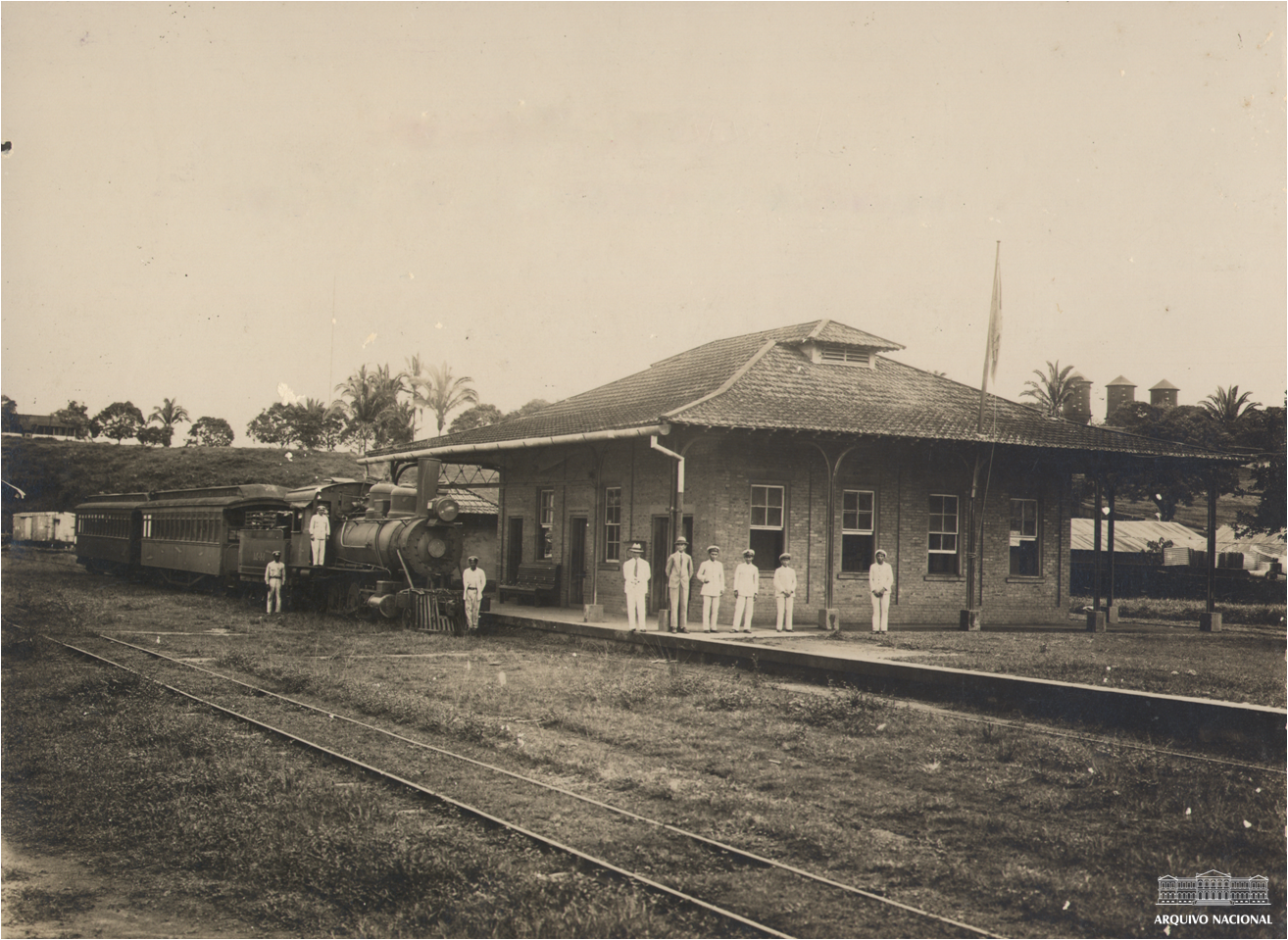
Porto Velho, 1910.

Quello che oggi è uno dei 26 Stati federati del Brasile fu creato nel 1943, nell'ambito della politica di consolidamento dei confini voluta da Getúlio Vargas: si formò allora come "Territorio federale di Guaporé" (dal nome di uno dei suoi fiumi principali) grazie all'unione di parte degli stati di Amazonas e Mato Grosso. Nel 1956 prese invece il nome di  "Territorio federale di Rondonia" in onore di Candido Rondon, l'ufficiale brasiliano che lo esplorò tra il 1907 e il 1910. Nel 1982, infine, il territorio divenne Stato Federale. Lo sviluppo dell'allevamento e della coltivazione del caffè fu possibile grazie al progetto Pólo-Noroeste, implementato dal governo federale negli anni settanta al fine di incoraggiare lo spostamento della popolazione brasiliana verso le aree più sottopopolate e sottosviluppate del paese.
Il programma Pólo-Noroeste centuplicò la popolazione portandola dai soli 10.000 abitanti del 1970 ai circa 1,5 milioni del 2004. Tutte le città nello Stato, ad eccezione di Porto Velho e Guajará-Mirim, furono perciò costruite da coloro che immigrarono nella zona grazie al Pólo-Noroeste.
Nel 1980 venne avviata la costruzione dell'"Impianto Idroelettrico Samuel", che ha permesso di sviluppare la produzione di legname, minerali, derrate alimentari e costruzioni edili.
Rondônia è il secondo Stato brasiliano più giovane, avendo raggiunto tale status solo nel 1982. Un ulteriore impulso allo sviluppo della zona si ebbe nel 1993 con la creazione dell'area di libero commercio di Guajará-Mirim, progetto volto a facilitare gli scambi fra la Rondônia e la vicina Bolivia.

## Economia

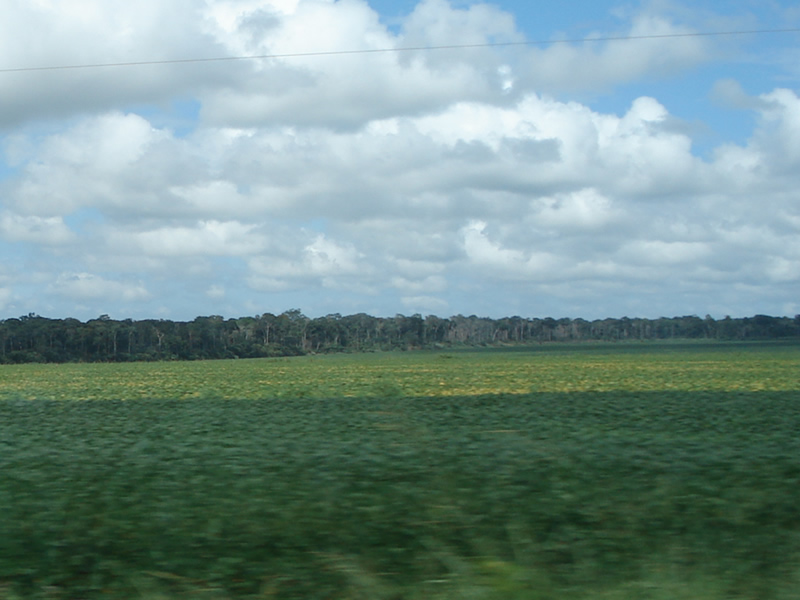
Soia in Ji-Paraná

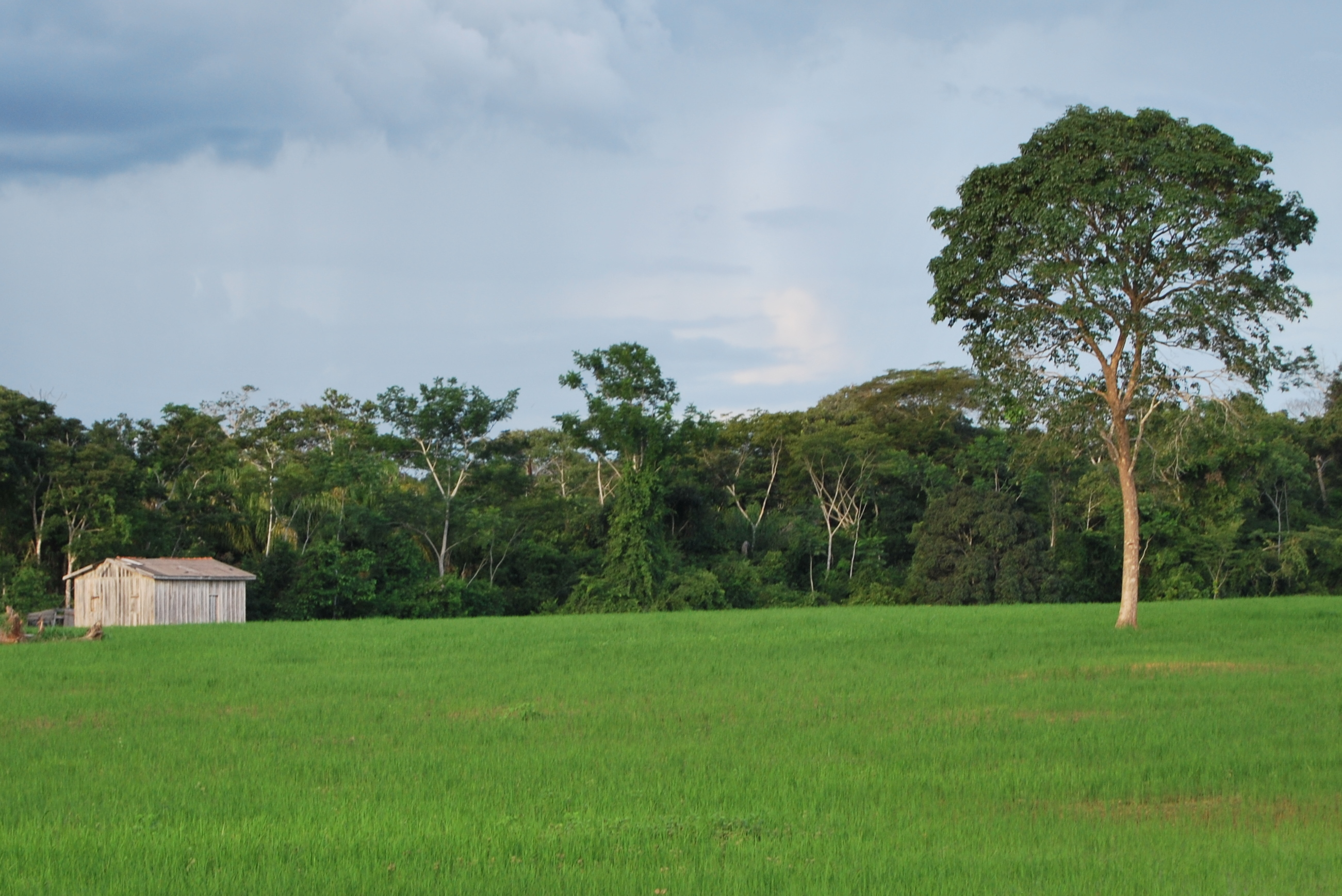
Riso in Presidente Medici

L'economia dello stato di Rondônia ha come attività principali l'agricoltura, l'allevamento, l'industria alimentare e l'estrazione di piante e minerali. Nel 2016, il PIL dello stato ha raggiunto i 39.451 milioni di R $. Il suo paniere di esportazione è composto principalmente da carne congelata (43,43%), soia (32,77%), stagno crudo (7,08%), legno segato (2,36%) e rigaglie commestibili (2,02%).
A partire dagli anni '70, lo stato ha attirato agricoltori dalla parte centro-meridionale del paese, spinto dai progetti di colonizzazione del governo federale e dalla disponibilità di terra a basso costo e fertile. Lo sviluppo delle attività agricole ha trasformato l'area in una delle principali frontiere agricole del paese e una delle regioni più prospere e produttive del nord del Brasile. Lo stato si distingue per la produzione di caffè (il più grande produttore nel nord e il quinto più grande in Brasile), cacao (secondo produttore nel nord e terzo in Brasile), fagiolo (secondo produttore nel nord), mais (secondo produttore nella regione settentrionale), soia (terzo produttore nella regione settentrionale), riso (terzo produttore in la regione settentrionale) e manioca (quarto produttore nella regione settentrionale).
Nella produzione di caffè, la Rondônia è stata, nel 2019, il quinto produttore più grande del paese, essendo il secondo produttore di Coffea canephora, ottenendo un totale di 2,3 milioni di sacchi da 60 kg di caffè (circa 138.000 tonnellate) quest'anno.
Nella soia, nel raccolto brasiliano del 2019, Rondônia ha raccolto 1,2 milioni di tonnellate, il terzo nella regione nord.
Nel 2019, lo stato ha prodotto 805.000 tonnellate di mais, la seconda più grande produzione nella regione settentrionale, perdendo solo a favore di Tocantins.
Nella produzione manioca, il Brasile ha prodotto un totale di 17,6 milioni di tonnellate nel 2018. La Rondônia è stata l'undicesimo produttore più grande del paese, con 583.000 tonnellate.
Nel 2018, la Rondônia ha prodotto 124.000 tonnellate di riso.
Nella produzione di cacao, Pará ha gareggiato con Bahia per la leadership nella produzione brasiliana. Nel 2019, il Pará ha raccolto 135.000 tonnellate di cacao e i bahiani ne hanno raccolte 130.000. La Rondônia è il terzo produttore di cacao del paese, con 18.000 tonnellate raccolte nel 2017.
Nel 2017, lo stato aveva una mandria bovini di 14.098.031 capi di bestiame (73,37% per la carne e il resto per i latticini), la seconda mandria più grande del nord, superata solo dal Pará, essendo il sesto più grande del paese, il quinto nelle esportazioni di carne e l'ottavo nella produzione di latte. La produzione statale di latte nel 2018 è stata di circa 800 milioni di litri, il più grande produttore del nord.
Nel 2017, la Rondônia aveva lo 0,62% della partecipazione mineraria nazionale (ottavo posto nel paese). La Rondônia ha prodotto stagno (10,9 mila tonnellate per un valore di R $ 333 milioni), oro (1 tonnellata per un valore di R $ 125 milioni), niobio (in columbite-tantalite) (3,5 mila tonnellate a R $ 24 milioni) e zinco in forma lorda (26.000 tonnellate a R $ 27 milioni). Inoltre, nelle pietre preziose, lo stato ha una certa produzione di granato.
Nell'industria, la Rondônia ha registrato un PIL industriale di 8,2 miliardi di R $ nel 2017, equivalente allo 0,7% dell'industria nazionale. Impiega 49.944 lavoratori nel settore. I principali settori industriali sono: servizi industriali di servizi pubblici, quali elettricità e acqua (54,4%), edilizia (19,2%), alimentare (17,6%), legno (1,8%) e minerali non metallici (1,2%). Questi 5 settori concentrano il 94,2% dell'industria statale.

## Energia

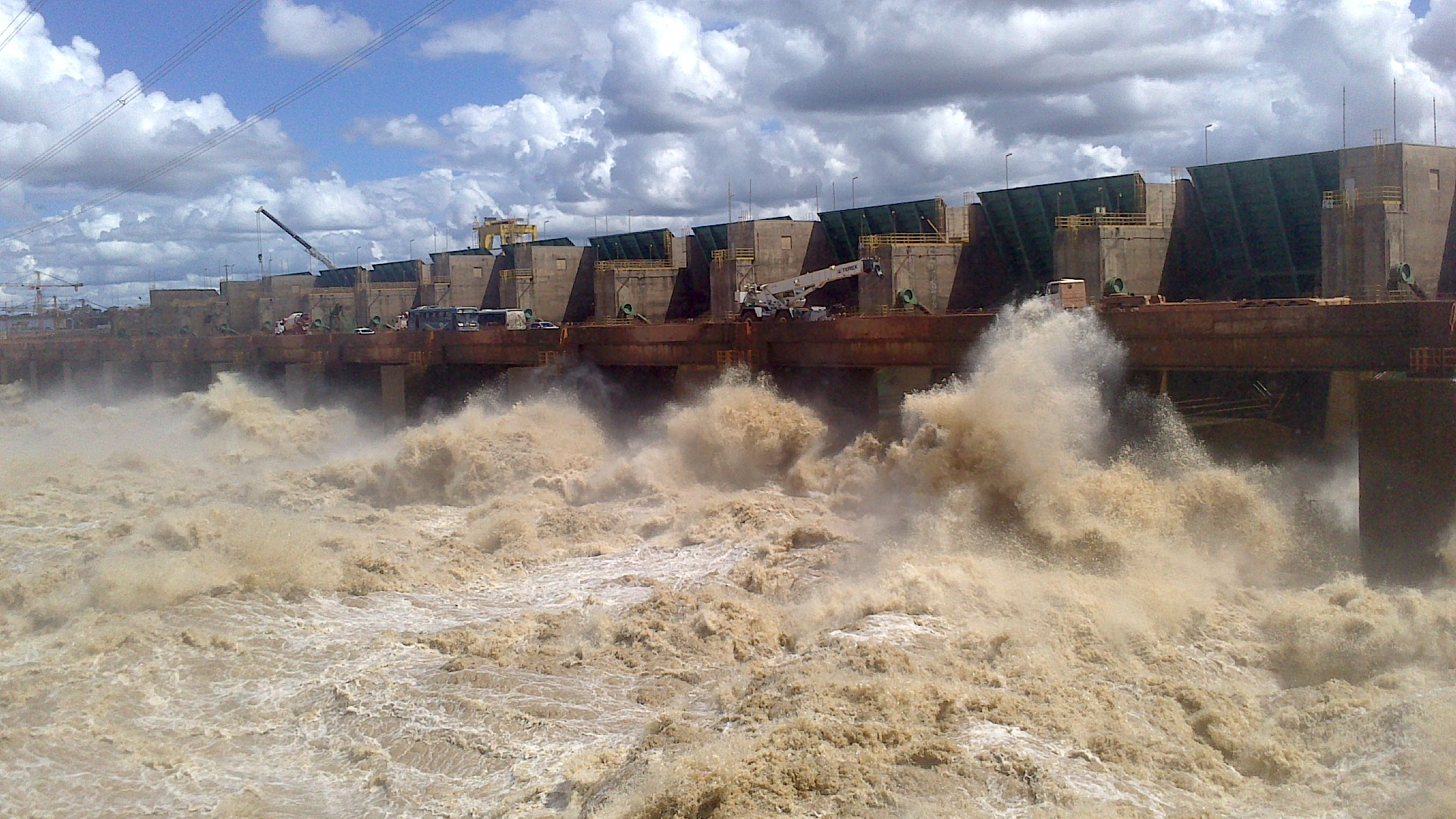
Centrale idroelettrica Santo Antônio.

Oltre ad avere la centrale idroelettrica Samuel, situata nel comune di Candeias do Jamari, costruita negli anni '80 per soddisfare il fabbisogno energetico degli stati di Rondônia e Acre, nonché diverse piccole centrali idroelettriche (PCH), sono state costruite nel Fiume Madeira, le centrali idroelettriche di Santo Antônio e Jirau, che insieme hanno una capacità installata di 7.318 Megawattora, circa la metà dell'energia generata dalla Centrale idroelettrica di Itaipú. Rondônia è stato il 5º stato con l'energia idroelettrica più installata in Brasile nel maggio 2022, con 7,7 GW.

## Bandiera

La bandiera della Rondônia

La bandiera dello Stato fu disegnata da Silvio Carvalho Feitosa e adottata con la legge numero 41 del 22 dicembre 1981. I colori sono gli stessi della bandiera del Brasile, con una grande stella, la Muliphein, al centro a simboleggiare la nascita del nuovo Stato. Tale stella sorge da un cielo blu che splende sul Brasile (rappresentato dalle strisce gialle e verdi nella metà inferiore della bandiera a simboleggiare le ricchezze minerarie e le foreste).